# Manuel Cornu
Pour les articles homonymes, voir Cornu.
Pas d'image ? Cliquez ici
Manuel Cornu appelé Manu Cornu, né le 26 novembre 1993 à Paris, France, est un grimpeur champion de France de bloc.

## Carrière
Il est médaillé de bronze sur l'épreuve de bloc et il est également vice champion du monde du combiné aux Championnats du monde d'escalade de 2016 à Paris,.
En mars 2017 il signe un contrat avec l'Armée de terre et intègre l'Armée de Champions.
En 2017, Il arrive second de la saison 2 de la compétition de parcours d'obstacle l'Ultimate Beastmaster (en se blessant à la hanche) où se sont vus s'affronter 108 participants en provenance de six nations différentes dont la Chine et les États-Unis. En finale, il utilise des techniques très peu communes. 
Le 4 mars 2018, il devient champion de France de bloc.
Le 28 avril 2019, il remporte l'épreuve de bloc de la Coupe du monde d'escalade de 2019 à l'étape de Chongqing, en Chine.
Il est médaillé de bronze en bloc aux Championnats du monde d'escalade de 2021 à Moscou.